# ファインダーシリーズ
『ファインダーシリーズ』は、やまねあやのによる日本のBL漫画作品シリーズ。ポルノ系のボーイズラブコミック誌『Be x Boy GOLD』（リブレ出版）にて2003年4月号より連載中。元は出版社ビブロスで連載をしていたが2006年4月に同社が倒産したため、出版社リブレへと移籍になった。1～3巻は新装版で発売されている。
ドラマCD、OVA化や小説化などのメディアミックスがされている。2021年4月時点でシリーズ累計発行部数は240万部を突破している。

## あらすじ
フリーカメラマン・高羽秋仁は、ある代議士のスクープを追う最中、日本屈指の実業家にして裏社会を陰で牛耳る実力者・麻見隆一と出会い、監禁された挙句に陵辱を受けながらも、これを機として二人の仲は深まっていく。しかし同時に、秋仁は麻見の宿敵である香港マフィアの頭である劉飛龍に目をつけられ、麻見を巡って狙われることになる。

### 高楼の華（第2巻）
香港に帰島した飛龍は、麻見につけられた銃創を見ながら7年前の鮮烈な出会いを思い出す。当時、病床の父の後継者を巡る議論が一族内で交わされていた中で、飛龍は日本の密輸ルートを牛耳る麻見と接触する。

### ネイキッド・トゥルース（第3～5巻）
ある日、秋仁は部屋を空き巣に荒らされ、CD-ROMなどのデータが盗まれているのを発見する。それから一週間後、突如として秋仁の前に現れた飛龍は友人を人質にとったことを告げ、データの明け渡しを迫る。脅迫への対応に困惑する秋仁は、麻見に相談を持ち掛ける。

### エスケイプ・アンド・ラブ（第6巻）
香港から帰国した秋仁は、部屋が麻見によってもぬけの殻にされたことを知る。仕事や時間の修復を図るために一旦友人の家に居候することを決めた秋仁は、カメラマンの御手洗と共にアイドル・桃原あいの極秘入院のスクープを計画するが、取材の中であいがストーカー被害に遭っていることが判明し、ストーカー事件の真相を追うことになる。

### プレイ・イン・アビス（第7巻～11巻）
フリーカメラマンとしてのキャリアを重ねながら麻見との同居を始めた秋仁だが、ある日見知らぬ人間が麻見に泣き縋る場面を目撃し、麻見との関係について見つめ直す。それから一週間後、検事の黒田慎司がある議員の調査に関して秋仁に話しかける。

### イノセント・アイズ（第11巻～）
マカオでの抗争から半年。秋仁と麻見は離れ離れになっていた。ふたりは再会後、秋仁は記憶喪失に・・・方や、麻見はクロアチアの実家で異母兄マクシムのもとで療養していた。

### ラブ×エスケープ（第14巻～）
麻見の愛情で記憶が戻り、心身の健康を取り戻した秋仁。麻見の出自を知った秋仁は逃亡劇を提案した。二人は、スペインの片田舎で生活をすることになった。平穏な生活を送るものの・・・

## 登場人物
※声の記述は、ドラマCD版第1巻/ドラマCD版第2巻以降・OVA版・ANiMiX版 の順。

### メインキャラクター
高羽 秋仁（たかば あきひと）
声 - 笹沼晃 / 柿原徹也
主人公。23歳。フリーカメラマン。ある代議士のスクープをきっかけに麻見と出会う。
困難な状況に置かれた場合でも、屈することなく常にポジティブに行動する真っすぐな性格の持ち主。
香港から帰国した後は週刊ヘッドライン写真部を拠点にカメラマンとしてのキャリアを積み重ね、また麻見と同居を始める。
麻見 隆一（あさみ りゅういち）
声 - 子安武人 / 黒田崇矢
35歳。高級クラブを何軒も経営している。裏社会の実力者でもあり、政財界ともつながりが深い。
出世の背景や出自が全くもって不明で冷酷に見える人物であるが、時には部下思いな一面も見せる。
その美貌は去ることながら、秋仁が感激するほど筋骨隆々である。

### 香港マフィア
劉 飛龍（リュウ フェイロン）
声 - 石川英郎 / 飛田展男
28歳。アジアを拠点とする巨大麻薬シンジケート、香港マフィア・白蛇（パイシェ）の頭。女性のような長髪が特徴。
本編より7年前の一件の後、麻見に関わることとなるとただならぬ感情を見せる。
劉 㷔燕（リュウ ヤンツゥイ）
声 - 成田剣（ドラマCD版第1巻）
飛龍の実兄。本編の7年前に一族の跡目争いに敗れた後、台湾マフィアに潜り込んでいる。
劉大人（リュウターレン）
飛龍の父親で、劉一族の頭だった人物。
陶（タオ）
声 - 松元惠 / 五十嵐裕美
飛龍の小間使い。実は㷔燕の息子。
葉（ヨウ）
白蛇のメンバー。獄中で飛龍と知り合って以来信頼は非常に厚いが、実は麻見の送ったスパイ。そんな中、飛龍に心を奪われていく。

### 秋仁の関係者
山崎（やまざき）
声 - 石井康嗣（全て共通）
秋仁が学生時代から恩を被っている刑事で、通称「ヤマさん」。麻見によって暴力団との癒着を暴かれる。
コウ
声 - 平川大輔（ドラマCD版第2巻以降）
秋仁の友人。秋仁に関わることで人質に取られたり、空き巣に遭うなどの被害を受けている。
タカト
声 - 立花慎之介（ドラマCD版第2巻以降）
秋仁の友人。コウと共に飛龍に人質に取られた。妻子持ちである。
御手洗（みたらい）
秋仁のカメラマン仲間。秋仁と協力しながら様々なスクープを追うことになり、収入の取り分を二人で分けることもある。

### 麻見の関係者
桐嶋 啓（きりしま けい）
声 - 川原慶久（ドラマCD版第2巻以降）
麻見の第一秘書で、仕事から周辺の世話までこなす。
黒田 慎司（くろだ しんじ）
東京地方検察庁の刑事。麻見を下の名前で呼ぶほどの関係。
坂崎（さかざき）
歌舞伎町で何軒ものホストクラブを経営するオーナーで、裏情報にも精通している。
須藤 修（すどう しゅう）
会員制有料クラブ・ドラセナのマネージャーで、モデルとして活動していた過去を持つ。部下として麻見の期待に応えるべく働く。
しかし、思いが叶わず、麻見を裏切る。
マクシム
麻見の異母兄。フルネームはマクシム・フリードマン。
クロアチアの豪邸の当主である。
アレクサンドル
麻見の傭兵時代からの友人で、褐色肌を持つフランス人。愛称はアレク。

### その他
鄧大人（トウターレン）
声 - 石井康嗣（ドラマCD版第1巻）
劉一族と関係のある政治家。
ミハイル・アルバトフ
ロシアンマフィア。マカオを拠点にカジノの利権を狙っている。幼いときから、伯父のユーリ・アルバトフから苛烈を超えた虐待を受けてきた辛い過去があった。
桃原 あい（ももはら -）
人気アイドル。ストーカー事件を機に秋仁と仲を深める。
神山（こうやま）
議員。秋仁と御手洗がスクープを追うことになる人物だが、謎の死を遂げる。
青木 まゆ（あおき -）
人気アイドル。あいの同じ事務所の友人同士。
神山議員を巡るスクープ記事が出た後に行方不明となった後、須藤の経営する高級売春クラブで「アヤ」という源氏名で働いている。しかし、須藤の運び屋に。
シモン・ノヴァック
ポーランド国籍の天才医学博士。秋仁に薬物を使い、洗脳を施している。人体実験が好きなマッドサイエンティスト。

## 書誌情報

### 漫画
- やまねあやの 『ファインダーシリーズ』 ビブロス→リブレ出版[注 1]〈ビーボーイコミックス〉、既刊14巻（2024年11月26日現在）
  1. 「ファインダーの標的」2002年3月10日発売、ISBN 4-8352-1319-X
    - 新装版：2007年3月31日発売[2]、ISBN 978-4-86263-152-7

  2. 「ファインダーの檻」2004年5月10日発売、ISBN 4-8352-1590-7
    - 新装版：2007年5月1日発売[3]、ISBN 978-4-86263-171-8

  3. 「ファインダーの隻翼」2005年11月11日発売、ISBN 4-8352-1821-3
    - 新装版：2007年6月1日発売[4]、ISBN 978-4-86263-192-3

  4. 「ファインダーの虜囚」2007年6月8日発売[5]、ISBN 978-4-86263-197-8
  5. 「ファインダーの真実」2009年6月10日発売[6]、ISBN 978-4-86263-606-5
  6. 「ファインダーの熱情」2013年3月26日発売[7]、ISBN 978-4-86263-943-1
    - 初回限定版：2011年4月9日発売[8]、ISBN 978-4-79971-103-3

  7. 「ファインダーの渇望」2014年4月10日発売[9]、ISBN 978-4-79971-493-5
    - 初回限定版：2013年8月10日発売[10]、ISBN 978-4-7997-1326-6

  8. 「ファインダーの密約」2017年4月10日発売[11]、ISBN 978-4-79973-064-5
    - 初回限定版：2016年5月7日発売[12]、ISBN 978-4-7997-2928-1

  9. 「ファインダーの鼓動」2019年11月9日発売[13]、ISBN 978-4-79974-101-6
    - 初回限定版：2018年8月28日発売[14]、ISBN 978-4-7997-3972-3

  10. 「ファインダーの蜜月」2021年4月9日発売[15]、ISBN 978-4-79974-663-9
    - 初回限定版：2019年12月10日発売[16]、ISBN 978-4-7997-4603-5

  11. 「ファインダーの最果て」
    - 初回限定版：2021年04月28日発売[17]、ISBN 978-4-7997-5218-0

  12. 「ファインダーの抱擁」
    - 初回限定版：2022年06月30日発売[18]、ISBN 978-4-7997-5819-9

  13. 「ファインダーの陽炎」
    - 初回限定版：2023年08月28日発売[19]、ISBN 978-4-7997-6390-2

  14. 「ファインダーの溺愛」
    - 初回限定版：2024年11月26日発売[20]、ISBN 978-4-7997-6963-8

### 小説版
- 砂床あい（著） / やまねあやの（原作・イラスト） 『小説 ファインダーの烙印』 リブレ出版、2012年9月28日発売[21]、ISBN 978-4-79971-194-1
  - ファインダーシリーズ初の完全オリジナルストーリーを小説化したもの。若きチャイニーズマフィアの頭首・飛龍を主人公とした物語を展開している。やまねあやのを描き下ろしマンガも収録。
- 砂床あい（著） / やまねあやの（原作・イラスト） 『小説 ファインダーの蒼炎』 リブレ出版、2017年1月19日発売[22]、ISBN 978-4-79973-161-1
  - 若くしてやり手の検事・黒田慎司は高校時代に一人の転入生と出会う――麻見隆一。ほとんど学校に来ず、様々な黒い噂が囁かれる謎めいた同級生。麻見は生徒の間で畏怖と羨望の的だった。そんな麻見と、黒田はある事がきっかけで親しくなっていき…?

### 限定版小冊子
- 勤労カメラマン高羽秋仁の優雅なる夏休み オールカラーブックレット

BE×BOY GOLD 2011年8月号の付き
- 勤労カメラマン高羽秋仁の充実なる主夫生活

『ファインダーの熱情』 アニメイト限定
- 勤労カメラマン高羽秋仁のロマンなる奉公生活

『ファインダーの熱情』 初回限定
- 勤労部長高羽秋仁の魅惑の残業ナイト

『ファインダーの渇望』 初回限定
- 青年実業家麻見隆一のリトルモンスターが来た日

『ファインダーの渇望』 アニメイト限定

### 画集
- 『やまねあやのイラスト集 絢』（ビブロス、2004年5月10日発売）ISBN 4-8352-1573-7
- 『ファインダーの標的 キャラクターズブック』（リブレ出版、2007年12月18日発売[23]）ISBN 978-4-86263-279-1
- 『やまねあやのラフ画集 AYANO's rough illustrations』（リブレ出版、2007年12月発行）
  - BBC「ファインダーの虜囚」＆新装版発売記念ラフ画集全員サービス

### 特別コミック
- 『PINK GOLD』（リブレ出版、2012年8月28日発売[24]）

表紙イラスト（秋仁）：やまねあやの
アニメイトオリジナル特典：麻見隆一プレミアム大判カード ～Bandage version～

## アニメーション

### ファインダーの標的
『ファインダーの標的』は「ANiMiX」（「ファインダー」プロジェクト）として2012年2月29日に限定発売されたOVA作品。原作「ファインダーの標的」の二章までと番外編「ラブサプライズ」が収録された。全編約38分。大好評だったことで続巻の制作が決定した。

#### スタッフ
- 原作 - やまねあやの（「ファインダーの標的」「ファインダーの隻翼」(リブレ出版)）
- プロデューサー - 川島由紀子（リブレ出版）、青木正幸（アニメイト）、鈴木利彦（ムービック）
- 演出 - 鳥丸涼
- 作画 - 柊奈々
- 彩色 - 水野智
- 音響演出 - 菊地晃一
- 音楽 - 椎木よしずみ
- 効果 - 和田俊也
- 調整 - 中野陽子
- 錄音スタジオ：タバック
- 映像/音響制作：株式会社スタジオノワ
- ロゴデザイン - 吉野知栄
- バッケージデザイン - 齊藤麻実子
- 企画・製作 - 「ファインダー」プロジェクト
- 発売元 - リブレ出版株式会社
- 販売元 - 株式会社ムービック

#### DVD特典
- 初回限定 - 特製スリーブ、キャストフリートークCD
- アニメイト - ANiMiX & BBC「ファインダーの標的」ポストカードセット
- リブレ通販 - ANiMiX & BBC「FIXER」ポストカードセット

### ファインダーの隻翼
『ファインダーの隻翼』は「ANiMiX」（「ファインダー」プロジェクト）として2015年8月28日に限定発売されたOVA作品。『ネイキッド・トゥルース＜日本編＞』＆『勤労カメラマン高羽秋仁の華麗なる一日』を収録。全編約48分。

#### スタッフ
- 原作 - やまねあやの（「ファインダーの隻翼」「ファインダーの虜囚」（リブレ出版））
- プロデューサー - 川島由紀子（リブレ出版）、高越沙織（リブレ出版）酒井千尋（ムービック）
- 演出 - 鳥丸涼
- 作画 - 柊奈々
- 彩色 - 水野智
- 音響演出 - 菊地晃一
- 音楽 - 椎木よしずみ
- 効果 - 八十正太
- 調整 - 武藤雅人
- 広東語指導 - 竹本菜穗子
- 錄音スタジオ：スリーェススタジオ
- 映像/音響制作：株式会社スタジオノワ
- ロゴデザイン - 吉野知栄
- バッケージデザイン - 齊藤麻実子
- 企画・製作 - 「ファインダー」プロジェクト
- 発売元 - リブレ出版株式会社
- 販売元 - 株式会社ムービック

#### DVD特典
- 初回W特典 やまねあやの描き下ろし特制スリーブケース & 豪華キャストトークCD
- リブレ通販・ムービック通販特典 ポストカード3種セットB
- その他販売店別特典 【アニメイトオリジナル特典】ポストカード3種セットA  【アニメイトオンライン特典】PC壁紙

## ドラマCD
- 『Cue Egg Label 復刻版ドラマCD ファインダーの標的』 （2007年5月25日発売、マリン・エンタテインメント） MMCC-3100
- 『ファインダーの標的 〜高羽秋仁の麻見隆一調査報告書〜』

BE×BOY GOLD 2009年8月号の付録ドラマCD
- 『勤労カメラマン高羽秋仁の優雅なる夏休み』 [26]

BE×BOY GOLD 2011年6月号の付録ドラマCD
- ドラマCD第2弾『ファインダーの隻翼』 [27] （2011年9月28日発売、リブレ出版） CEL-48

「ネイキッド・トゥルース（日本編）」、「勤労カメラマン 高羽秋仁の華麗なる一日」、「ラブサプライズ」を収録した豪華ディスク2枚組。
初回特典: ピクチャーレーベル
リブレ通販特典: キャストトークCD（柿原徹也 & 黒田崇矢 & 飛田展男）
アニメイト初回特典: やまねあやのが描き下ろしオリジナル差し替えジャケット

## 反響

### 日本国外での反響
2009年5月、ドイツ連邦の青年への有害メディア部（Germany's Federal Department for Media Harmful to Young Persons）が本作の単行本第1巻に「若者には有害」のステッカーを貼ったことにより、ティザー広告や予告編およびその他すべての広告も含めて第1巻が成年指定された。
これを受け、Tokyopopのドイツ支部はウェブサイトから第1巻の情報を削除した一方、すでに出版された第2巻以降の3巻分の情報については残した。
ジェイソン・トンプソンは、自著  Manga: The Complete Guideの中で、本シリーズを4つ星満点のうち3つ星と半分の星を与えた。
トンプソンは自著の中で「セックスやSMの描写により、陰鬱という言葉がふさわしい内容になっているが、作風はクールで魅力的である」と評価理由を記している。
第7巻はニューヨークタイムズの漫画ベストセラーランキングで首位を獲得した。